# Publisher Item Identifier
Publisher Item Identifier (PII) — уникальный идентификатор, применяемый некоторыми научными журналами для идентификации научных работ.. Он основан на более ранних идентификаторах ISSN и ISBN, к которым добавлены символ для уточнения типа публикации, номер сущности и контрольная цифра.
Системой PII пользуются с 1996 года издатели American Chemical Society, American Institute of Physics, American Physical Society, Elsevier и IEEE.

## Формат
Идентификатор PII представляет собой строку из 17 символов, состоящую из:
- Символ типа публикации: «S» означает периодическое издание и код ISSN, «B» — книги и код ISBN
- ISSN (8 цифр) или ISBN (10 цифр)
- для периодики добавлено 2 цифры, чтобы выровнять длину кода. Часто используется 2 последние цифры года, в который произошло присвоение номера PII.
- пятизначный код, присвоенный данной работе издателем. Должен быть уникален в рамках данного журнала или книги
- контрольная цифра (0-9 или X)

При печати код PII может быть дополнен знаками пунктуации для упрощения чтения, например, Sxxxx-xxxx(yy)iiiii-d или Bx-xxx-xxxxx-x/iiiii-d.